# Соколов Віктор Іванович (футболіст)
Віктор Іванович Соколов (нар. 20 квітня 1955) — радянський український футболіст, захисник.

## Життєпис
Вихованець торезького «Шахтаря». З 1973 по 1974 рік тренувався з дублюючим складом донецького «Шахтаря», але на футбольне поле не виходив. 1975 рік розпочав в «Іскрі» (Смоленськ), за яку провів один матч у Кубку СРСР, другу половину сезону та весняний чемпіонат 1976 року провів у ЦСКА, за який у чемпіонаті зіграв шість матчів, відзначився одним голом — у воротах «Зеніта». Другу половину сезону відіграв в «Іскрі». У 1977-1980 роках грав у команді другої ліги «Атлантика» (Севастополь).